# Leucobryum javense
Leucobryum javense är en bladmossart som beskrevs av Mitten 1859. Leucobryum javense ingår i släktet Leucobryum och familjen Dicranaceae. Inga underarter finns listade i Catalogue of Life.